# اکسپریان
اکسپریان یا اکسپرین (به انگلیسی: Experian) شرکت خدمات اطلاعات و فناوری اطلاعات ایرلندی است، که در زمینه ارائه امتیاز اعتباری، مدیریت ارتباط با مشتری و بازاریابی مستقیم، مدیریت ریسک و مدیریت اطلاعات فعالیت می‌کند. پیشینه شکل‌گیری این شرکت به سال ۱۹۶۸ بازمی‌گردد، که به‌عنوان زیرمجموعه‌ای از گروه تی‌آردابلیو فعالیت خود را در ایالات متحده آغاز نمود و فرم کنونی آن در سال ۱۹۹۶ تاسیس شد و هم‌اکنون به‌همراه شرکت‌های اکوئیفاکس و ترنس‌یونیون به‌عنوان یکی از ۳ شرکت بزرگ خدمات اعتباری در جهان شناخته می‌شود.
دفتر مرکزی شرکت اکسپرین در شهر دوبلین، ایرلند قرار دارد و دفاتر عملیاتی آن نیز در ناتینگهام بریتانیا، کوستا مسا، کالیفرنیا در ایالات متحده آمریکا، هامبورگ آلمان و سائوپائولو برزیل مستقر می‌باشند. شمار کارکنان این شرکت بیش از ۱۷ هزار نفر است و بخشی از سهام آن در بازار بورس لندن دادوستد می‌شود.

## تاریخچه
پیشینه شکل‌گیری اکسپریان به سال ۱۹۶۸ بازمی‌گردد، که به‌عنوان زیرمجموعه‌ای از گروه تی‌آردابلیو، فعالیت خود را تحت عنوان شرکت خدمات و سیستم‌های اطلاعات تی‌آردابلیو، در ایالات متحده آغاز کرد. این شرکت در سال ۱۹۹۶ توسط بین کپیتال و توماس اچ. لی پارتنرز خریداری شد. در دهه ۱۹۷۰ میلادی، شرکت جی‌یو‌اس که یک شرکت چند منظوره توزیع کالا بود، یک برنامه‌نویس کامپیوتر به نام «جان پیس» را استخدام کرد، تا سفارش‌های این شرکت را از مراکز تجاری مختلف جمع‌آوری کرده و یک پایگاه داده مرکزی ایجاد نماید. این پایگاه داده در سال ۱۹۸۰ تجاری شد و نام اعتبار تجاری ناتینگهام (سی‌‌سی‌ام) را به خود گرفت. در سال ۱۹۹۶ شرکت جی‌یو‌اس اقدام به خریداری شرکت گزارش اعتباری اکسپرین (که پیش از آن با نام شرکت خدمات اطلاعاتی تی‌آردابلیو شناخته می‌شد) کرد، سپس آن را با شرکت سی‌سی‌ان ادغام نمود.
در طول ۱۰ سال بعد، اکسپرین دامنه فعالیت‌های خود را به صنایع غیر از مال گسترش داد و وارد بازارهای منطقه‌ای جدید مانند آمریکای لاتین، شرق آسیا و شرق اروپا شد. توسعه فعالیت‌های اکسپرین هم از طریق تملک شرکت‌های دیگر و هم به روش رشد طبیعی اتفاق افتاد. در اکتبر ۲۰۰۶ اکسپرین از شرکت انگلیسی جی‌یو‌اس جدا شد و به یک شرکت سهامی عام تبدیل گردید و در طول سالهای بعد، بخشی از سهام آن در بازار بورس لندن عرضه شد.

## وظایف
اکسپرین وظایف خود را در ۶ بخش دسته‌بندی می‌کند: خدمات اجتماعی، مصرف‌کنندگان، کارمندان، داده‌ها، محصولات و خدمات، محیط زیست.
در سال ۲۰۰۲ در پی ادغام ConsumerInfo.com در اکسپرین، قابلیت دریافت گزارش اعتباری و پایش وضعیت اعتباری مشتریان این شرکت نیز امکان‌پذیر شد. در سال ۲۰۰۴ اکسپرین شرکت چیتامیل را که در سال ۱۹۹۸ تأسیس شده بود و در حوزه نرم‌افزارها و خدمات بازاریابی الکترونیکی فعال بود را تصاحب کرد. در همان سال، اکسپرین شرکت دیگری را به نام کیوای‌اس را نیز خریداری نمود، که تخصص آن در زمینه‌های مدیریت اطلاعات تماس و راهکارهای راستی آزمایی هویتی بود. در سال ۲۰۰۵ اکسپرین PriceGrabber.com را از فردی بنام کامران پورزنجانی به مبلغ ۴۸۵ میلیون دلار خریداری نمود. در دسامبر ۲۰۱۱ اکسپرین شرکت گارلیک را در خود ادغام کرد. این شرکت خدمات پایش اینترنتی را برای مشتریان در انگلیس فراهم می‌کند و از آنها در مقابل ریسک دزدی هویت، حفاظت می‌نماید. در فوریه ۲۰۱۳ این شرکت به‌طور رسمی مرکز اعتبارسنجی مشتریان در استرالیا را راه اندازی کرد. در اکتبر ۲۰۱۳ اکسپرین اقدام به خریداری شرکت 41st Parameter نمود.